# Vida Alves
Vida Amélia Guedes Alves (Itanhandu, 15 de abril de 1928 – São Paulo, 3 de janeiro de 2017) foi uma atriz, autora e apresentadora brasileira, pioneira da televisão no país. 
Iniciou sua carreira na rádio em 1938, com apenas dez anos. Migrou para a TV Tupi em 1951 com a chegada da televisão no Brasil, onde atuou em vinte telenovelas e escreveu duas. Em 1969 deixou a carreira de atriz para dedicar-se como apresentadora, apresentando programas na TV Excelsior, TV Gazeta e RecordTV, além de retornar ao rádio, onde permaneceu até 1978 quando se aposentou da carreira artística.
Vida em 1969 apresentou o primeiro programa voltado exclusivamente à mulher que tratava de temas considerados espinhosos como sexo, homossexualidade e luta contra o casamento arranjado pelos pais. 
Comandou uma escola de oratória entre 1981 e 2001 e, posteriormente, dedicou-se ao resgate da memória dos primeiros anos da televisão no país, sendo responsável pela organização da Associação PRÓ-TV e criação do Museu da TV.

## Biografia
Nascida em Itanhandu, Minas Gerais, em 15 de abril de 1928, Vida Alves mudou-se para São Paulo ainda criança, com apenas 6 anos de idade. Aos dez anos, começou a fazer parte do coro do programa infantil de Silvia Autuori (conhecida como Tia Chiquinha) na Rádio Tupi. Lá, conheceu nomes como Heitor dos Prazeres, Aracy de Almeida e Sílvio Caldas. Segundo sua autobiografia A Missão, Vida ia direto das aulas no Externato São Francisco para os estúdios da rádio. Em 1940, foi para a Rádio Difusora, no bairro do Sumaré. Segundo Vida, o ônibus sequer chegava até os estúdios da rádio e ela e sua mãe precisavam percorrer uma certa distância a pé. Nesta emissora, integrou o elenco do programa infantil Clube do Papai Noel, apresentado por Homero Silva.
Aos quatorze anos, determinada em ser uma estrela do rádio, Vida começou a trabalhar como atriz nas produções da Rádio São Paulo, a "emissora das novelas". Esse foi seu primeiro trabalho remunerado, no qual foi dirigida pelo cineasta Oduvaldo Viana. Dois anos mais tarde, passou a integrar o elenco da Rádio Panamericana, de propriedade de Viana. No ano seguinte, no entanto, Viana vendeu a emissora para Paulo Machado de Carvalho, que pôs um fim à produção de radionovelas. Com o fim da divisão de dramaturgia, Vida acabou sendo demitida da Panamericana. Entre 1945 e 1947, Vida foi demitida cinco vezes, o que acarretou numa depressão e em pensamentos suicidas. Ela ajudava sua mãe com as despesas de casa e a incerteza em relação ao emprego deixava-lhe ansiosa. Segundo a atriz, isso ocorreu devido ao clima político do país, que saía da Era Vargas. Durante este período, as emissoras trocavam de dono frequentemente.
Em 1947, Vida Alves ingressou na Faculdade de Direito da Universidade de São Paulo. Fez o curso em homenagem ao pai, um engenheiro morto em 1940 aos 36 anos de idade. Segundo a atriz, seu pai fez sua mãe prometer-lhe, à época de sua morte, que os filhos iriam fazer faculdade. No mesmo ano, Vida fez um teste com o então sonoplasta Lima Duarte para ingressar no elenco da Rádio Tupi. Segundo ela, Duarte não ficou impressionado com seu teste e teria dito que ela não passava de "uma garota bonitinha com uma franjinha bonitinha". Apesar disso, ela foi contratada pela emissora, onde atuou em diversas radionovelas. Estrelou no filme Quase no Céu, um experimento da Tupi para ambientar seu elenco, até então acostumado a atuar em cabines de gravação, com as câmeras de televisão.
Após a inauguração da TV Tupi, a primeira emissora de televisão do Brasil, em 18 de setembro de 1950, a atriz passou a trabalhar nas produções da emissora, onde permaneceu até 1968. Segundo ela, apesar de ter ajudado nos bastidores, não participou das primeiras transmissões da emissora, pois estava grávida de oito meses e "naquele tempo isso não era fotogênico". Seu primeiro filho, Heitor, nasceu em outubro de 1950. Após o fim de sua licença-maternidade, Vida continuou atuando em radionovelas, até que foi convidada para estrelar como a mocinha da primeira telenovela da emissora, e do Brasil, Sua Vida Me Pertence, exibida de 21 de dezembro de 1951 a 2 de fevereiro de 1952. Foi no último capítulo desta novela que ocorreu o que é reconhecido como o primeiro beijo da história da televisão brasileira, um escândalo na época, numa cena em que sua personagem beija o galã, interpretado por Wálter Forster, também autor e diretor da trama.
Foi nesta época que começou a pensar em escrever seus próprios roteiros. Em 1952, formou-se em Direito e estrelou em sua segunda novela, Uma Semana de Vida. Em 1953, deu à luz a segunda filha, Thaís. Começou a escrever para o rádio e para a televisão, tendo escrito quatorze radionovelas e três telenovelas, além de dois seriados infantis: Ciranda... Cirandinha (onde Débora Duarte atuou pela primeira vez, aos seis anos de idade) e Prosa em Miniatura. Seu maior sucesso, no entanto, foi o programa Tribunal do Coração, que se iniciou no rádio e depois foi adaptado para a televisão. Tratava-se de uma encenação de um tribunal do júri onde um "acusado" contava seu crime e depois recebia uma sentença, que podia ir de um simples pedido de desculpas às pessoas que prejudicou ou à prestação de serviços à comunidade. Caso fosse declarado inocente, recebia elogios do "juiz". Segundo Vida, foi a partir de então que tornou-se um nome respeitável na televisão paulista.
Vida continuava atuando na frente das câmeras também. Ao todo, atuou em vinte novelas na TV Tupi, além de onze episódios das séries antológicas TV de Comédias e TV de Vanguarda (onde, no episódio "Calúnia", Vida também protagonizou o primeiro beijo gay da história da televisão brasileira). Entre 1964 e 1968, também atuou como cronista no telejornal Edição Extra, exibido diariamente ao meio-dia. Foi convidada pelo jornalista Maurício Loureiro Gama para escrever uma cônica diária com um "toque feminino". Na mesma época, comandou o programa vespertino Vida Convida, que apresentava e produzia. Tinha o formato de mesa redonda, onde os convidados debatiam algum tema escolhido pela própria apresentadora, que não contava com mais ninguém para produzir o programa. Temas polêmicos para a época, como a legalização do divórcio, a discussão do Estatuto da Mulher pelo Congresso e a compulsoriedade da vacinação foram debatidos por Vida e seus convidados.
Em 1968, Vida apresentou e produziu o programa Jogo da Verdade. Inicialmente um programa vespertino, passou a integrar a grade de programação noturna da TV Tupi, devido a seu enorme sucesso junto ao público. No programa, Vida recebia seis convidados, cada um para falar de um tema diferente, interligados entre si. Inicialmente não possuía auditório, mas passou a ter quando foi mudado para a grade noturna. Segundo Vida, foi quando a qualidade do programa começou a cair, pois o público no auditório estava aquém dos especialistas que ela recebia no palco. O programa foi perdendo o apelo e a apresentadora, que produzia-o com a ajuda da irmã, a jornalista Helle Alves, não conseguiu lidar com esse desafio que se colocava diante delas. Apesar disso, o programa inovou por ser o primeiro do formato a contar com a utilização do ponto eletrônico, através do qual a produtora Helle comunicava-se com a apresentadora Vida. Após o cancelamento do programa, Vida, sentindo-se desprestigiada, pediu demissão da Rede Tupi.
Após 18 anos na Tupi, onde estava recebendo metade do salário de seus colegas mais jovens, Vida assinou contrato com a TV Excelsior em 1969. Estreou na novela Os Estranhos, que trazia o jogador de futebol Pelé no papel principal. Em seguida, atuou em outro papel na novela Dez Vidas, sua última telenovela antes de deixar a carreira de atriz. 
Em 1969 Vida decidiu deixar a carreira como atriz para dedicar-se como apresentadora. Na época apresentou para um diretor da TV Excelsior o projeto de um programa feminino pioneiro para o horário da meia-noite intitulado A Hora e Vez da Mulher, que debateria temas polêmicos como casamento arranjado e intersexualidade com a ajuda de três entrevistadoras, o qual foi aprovado e ficou na grade até a falência da emissora em setembro de 1970. Devido ao teor considerado polêmico por tratar da mulher de forma sem preconceitos, Vida passou a ser perseguida pelos censores do regime militar. No mesmo ano Vida estreou um segundo programa, desta vez vespertino, chamado Vida em Movimento, além de estrear na rádio, juntamente com Carlos Lemos, o programa de rádio Jogo do Som, transmitido até 1975. Em 1970, após a falência da TV Excelsior, Vida conseguiu transferir o programa Vida em Movimento para a TV Gazeta, uma vez que diretor da emissora queria mostrar ao ministro das comunicações, Higino Corsetti, que a emissora levava a sério a autorização do governo para as emissoras transmitirem seus programas em cores. Quando indagada do motivo pelo qual seu programa foi o escolhido para receber tal distinção, Vida foi informada que era porque se tratava do melhor programa da emissora na opinião do diretor. Em 1972, seu programa foi o primeiro da emissora a ser transmitido em cores. 
Em 1973, atuou no filme A Pequena Órfã. Em 1974 assinou com a RecordTV, onde apresentou o programa de entrevistas Viagem para a Vida. No mesmo ano, começou a apresentar A Tarde com Vida na Rádio Mulher. O programa ia ao ar das 14 às 18 horas e trazia, entre seus colaboradores, Thaís, filha de Vida. Em 1978, após uma carreira de quatro décadas, Vida decidiu se aposentar. A decisão foi movida, em parte, pela morte de seu marido Gianni no mesmo ano. 

## Vida pessoal
Em 1949, casou-se com Gianni Gasparinetti, um engenheiro italiano contratado por Assis Chateaubriand para ajudar a erguer a torre de transmissão da futura TV Tupi, o casal teve dois filhos: Heitor e Thaís. Estes lhes deram três netos (a cantora Tiê, o músico Gianni e a psicóloga Carina) e três bisnetas (Lys, Amora e Violeta). Além da neta cantora, Vida também era tia do cineasta Lael Rodrigues (conhecido por sua "trilogia de rock dos anos 80"), filho de sua irmã Helle com o jornalista Joaquim Rodrigues.
Em 29 de dezembro de 2016, Vida foi internada no Hospital Santa Maria Maggiore, em Higienópolis. Em 3 de janeiro de 2017, Vida Alves morreu aos 88 anos de idade, vítima de falência múltipla dos órgãos. Seu velório aconteceu no Cemitério do Araçá, onde recebeu várias homenagens prestadas a atriz. O enterro aconteceu no mesmo local, às 17 horas de 4 de janeiro de 2017.

## Outros projetos

### Pró-TV e Museu da TV
Em 1993, durante o velório do diretor artístico Cassiano Gabus Mendes, Vida Alves teve a ideia de resgatar a história dos primeiros anos da televisão no Brasil. Ela se reuniu com antigos colegas da TV Tupi numa festa em sua casa e foi então que surgiu a ideia de fazer reuniões periódicas, como num clube. No ano seguinte, foi realizada uma nova reunião e o grupo recebeu o nome de Associação dos Pioneiros da Televisão no Brasil (APITE). Durante uma reunião no Clube Piratininga, em setembro daquele mesmo ano, Vida Alves foi eleita presidente da associação. Em 2003, o grupo recebeu o nome definitivo de PRÓ-TV. Cinco anos mais tarde, a organização conseguiu aprovar a lei que cria o Museu da TV na cidade de São Paulo. Thaís Alves substituiu a mãe como presidente da PRÓ-TV em agosto de 2016 devido à seus problemas de saúde. Em 2014 Vida lançou o livro Televisão Brasileira: O Primeiro Beijo e Outras Curiosidades, contando não só das cenas citadas, mas também dos primórdios da televisão brasileira e como eram produzidas as primeiras novelas.

## Legado

### O primeiro beijo da televisão
"O fotógrafo da época foi um pouco censor, não fez fotografia, alegando que não iriam publicar. Não havia videotape, não havia foto. Ficou apenas para quem assistiu e nós, os atores."

— Vida Alves sobre a falta de registros do primeiro beijo da televisão.
Em 15 de fevereiro de 1952, Vida marcou a história ao protagonizar, junto com o ator Wálter Forster, o primeiro beijo da televisão brasileira, exibido no último capítulo da telenovela Sua Vida Me Pertence, da TV Tupi – que também havia sido pioneira por ser a primeira telenovela da história mundial. A atriz explicou durante entrevista ao G1, em 2013, que não havia nenhuma referência de como reproduzir um beijo técnico, sendo que cena foi realizada sem ensaio: "Walter Forster era o diretor artístico, de certa forma meu chefe. Ele explicou ao meu marido, numa visita à minha casa, como seria. Absolutamente marcado: 'Tal postura, tal olhar, a boca ligeiramente aberta, me aproximo e fico uns segundinhos'. Assim foi feito, sem ensaio, tudo ao vivo. Foi esteticamente bonito, romântico e simples".
As produções eram transmitidas ao vivo, uma vez que ainda não existia vídeo-tape para gravação na época, sendo que apenas um fotógrafo registrava as cenas dos bastidores. No entanto, o fotógrafo da emissora se recusou a registrar o beijo, alegando que nenhum jornal publicaria a cena por ser escandalosa demais para a época, não existindo hoje nenhum registro do evento.

### O primeiro beijo homossexual

Vida e Geórgia Gomide durante o primeiro beijo homossexual da televisão brasileira, em 1963.

Em 1963 também realizou o primeiro beijo homossexual da televisão brasileira com Geórgia Gomide em um dos episódios do seriado TV de Vanguarda, intitulado Calúnia. Na trama, baseada na peça Infâmia de Lillian Hellman, Vida e Geórgia interpretavam diretoras de um internato para meninas que eram caluniadas por uma estudante rebelde, dizendo que as duas eram amantes, o que levou os pais a tirarem suas filhas do colégio, levando-o a fechar as portas. Falidas, as duas acabam descobrindo que realmente se amavam e se beijam no final da história. Em entrevista para a revista Época, em 2011, Vida contou que não houve qualquer tipo de discriminação por parte do público: "A cena foi comentada, mas não senti qualquer sentimento agressivo das pessoas em relação a mim. Tenho certeza de que me julgaram, mas não me atacaram". Na época, apesar de ainda não existir vídeo-tape, a cena foi fotografada, porém o registro acabou se perdendo após o fechamento da emissora.
Apenas em 24 de maio de 2016, durante o programa Okay Pessoal!!!, Vida revelou que havia encontrado uma foto da ocasião, mostrando-a pela primeira vez 53 após o acontecimento.

### Homenagens
Em 2004 Vida foi homenageada na minissérie Um Só Coração, que se passava na década de 1940, ano em que começou sua carreira na Rádio Difusora, sendo interpretada na obra pela atriz Isabel Guerón. Em 31 de agosto de 2010, junto com Eva Todor, foi agraciada com a comenda da Ordem do Ipiranga pelo Governo do Estado de São Paulo. Em 2013 a editora Imprensa Oficial lançou sua biografia autorizada, Vida Alves: Sem Medo de Viver, de autoria do escritor e dramaturgo Nelson Natalino, membro da Academia Guarulhense de Letras.

## Rádio
| Ano       | Título                 | Cargo              | Notas              |
| --------- | ---------------------- | ------------------ | ------------------ |
| 1938–1940 | Clube da Tia Chiquinha | Vidinha            | Rádio Tupi         |
| 1941      | Clube Papai Noel       | Vidinha            | Rádio Difusora     |
| 1942–1944 | Diversas radionovelas  | Vários personagens | Rádio São Paulo    |
| 1944–1947 | Diversas radionovelas  | Vários personagens | Rádio Panamericana |
| 1947–1950 | Diversas radionovelas  | Vários personagens | Rádio Tupi         |
| 1970–1974 | Jogo do Som            | Apresentadora      | Rádio Tupi         |
| 1975–1975 | Tarde com Vida         | Apresentadora      | Rádio Mulher       |

## Filmografia

### Televisão
| Ano       | Título                                   | Personagem         |
| --------- | ---------------------------------------- | ------------------ |
| 1951      | Sua Vida Me Pertence                     | Elisabeth          |
| 1952      | Um Beijo na Sombra                       | Irene              |
| 1952      | Uma Semana de Vida                       | Maria Tereza       |
| 1952–1963 | TV de Vanguarda                          | Vários personagens |
| 1953      | O Destino Desce de Elevador              |                    |
| 1954      | As Aventuras de Red Wingo                |                    |
| 1955      | A Mão de Deus                            |                    |
| 1955–1956 | O Contador de Histórias                  | Vários personagens |
| 1956      | O Pimpinela Escarlate                    |                    |
| 1957      | Os Três Mosqueteiros                     | Milady             |
| 1958–1960 | TV Teatro                                | Vários personagens |
| 1958–1960 | TV de Comédia                            | Vários personagens |
| 1959      | Fim de Semana no Campo                   | Sandrinha          |
| 1962      | A Estranha Clementine                    | Clementine         |
| 1963      | Terror nas Trevas                        | Luna               |
| 1963      | Klauss, o Loiro                          | Luísa              |
| 1963      | Moulin Rouge, a Vida de Toulouse-Lautrec | Agostina           |
| 1963–1964 | Grande Teatro Tupi                       | Vários personagens |
| 1964      | A Gata                                   | Paula              |
| 1965      | O Mestiço                                | Gabriela           |
| 1965      | A Outra                                  | Ofélia             |
| 1966      | O Amor Tem Cara de Mulher                | Laura              |
| 1967      | O Pequeno Lord                           | Gabriela           |
| 1967      | Meu Filho, Minha Vida                    | Catherine          |
| 1968      | O Rouxinol da Galileia                   | Regina             |
| 1968      | Sozinho no Mundo                         | Silvana            |
| 1969      | Os Estranhos                             | Irene              |
| 1969      | Dez Vidas                                | Lúcia              |
| 1969      | A Hora e Vez da Mulher                   | Apresentadora      |
| 1969–1973 | Vida em Movimento                        | Apresentadora      |
| 1974–1975 | Viagem para a Vida                       | Apresentadora      |

### Cinema
| Ano  | Título             | Personagem |
| ---- | ------------------ | ---------- |
| 1949 | Quase no Céu       |            |
| 1954 | Paixão Tempestuosa | Patrícia   |
| 1973 | A Pequena Órfã     | Elza       |

## Como autora
| Ano  | Título                  | Notas                                                       |
| ---- | ----------------------- | ----------------------------------------------------------- |
| 1955 | O Contador de Histórias | Episódio: "Antes da Festa" Episódio: "Quando a Noite Acaba" |
| 1960 | Há Sempre o Amanhã      |                                                             |
| 1964 | O Segredo de Laura      |                                                             |